# Vielmanay
Vielmanay település Franciaországban, Nièvre megyében. Lakosainak száma 175 fő (2022. január 1.). Vielmanay Suilly-la-Tour, Châteauneuf-Val-de-Bargis, Garchy, Nannay, Narcy és Sainte-Colombe-des-Bois községekkel határos.

## Népesség
A település népessége az elmúlt években az alábbi módon változott:
| Lakosok száma | 189  | 181  | 184  | 183  | 181  | 179  | 177  | 176  | 175  |
|               | 2013 | 2015 | 2016 | 2017 | 2018 | 2019 | 2020 | 2021 | 2022 |